# Desmond Doss
Desmond Thomas Doss (Lynchburg, Virginia; 7 de febrero de 1919-Piedmont, Alabama; 23 de marzo de 2006) fue el primer objetor de conciencia en recibir la Medalla de Honor y uno de los 3 únicos objetores que recibieron tal honor (los otros dos fueron Thomas W. Bennett y Joseph G. LaPointe, Jr.). Doss fue un cabo (soldado de primera clase cuando recibió su Medalla de Honor por actos heroicos) del ejército de los Estados Unidos asignado al destacamento médico, 307.ª de Infantería, 77.ª División de Infantería.

## Biografía

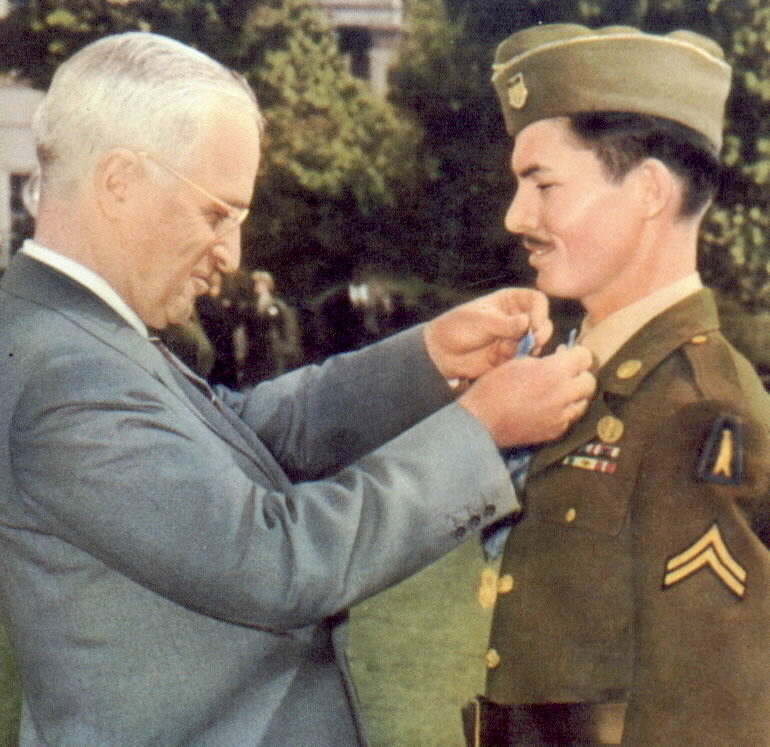
Doss tras recibir la Medalla de Honor del Presidente Harry Truman.

Hijo de William Thomas Doss, un carpintero, y Bertha E. (Oliver) Doss, Desmond Thomas Doss nació en Lynchburg, Virginia.
Al comenzar el inicio de la Segunda Guerra Mundial, se empleó en un astillero en Virginia haciendo trabajo de astillero. Se enlistó y entró al servicio militar el 1 de abril de 1942 en el campo Lee, Virginia. Fue enviado a Fort Jackson en Carolina del Sur para entrenar con la 77.ª División de Infantería reactivada. Mientras tanto, su hermano Harold Doss sirvió a bordo del USS Lindsey. Se negó a matar a un soldado enemigo o llevar un arma al combate debido a sus creencias personales como adventista del Séptimo Día por lo que recibió el repudio y burla de sus pares. En consecuencia, se convirtió en un paramédico asignado al 2.º Pelotón, Compañía B, 1.er Batallón, 307.ª Infantería, 77.ª División de Infantería.
Mientras servía con su pelotón en 1944 en Guam y las Filipinas, le concedieron una medalla de la estrella de bronce por ayudar a los soldados heridos bajo fuego. Durante la batalla de Okinawa, salvó alrededor de 75 soldados de infantería heridos encima del acantilado de Maeda. Fue herido cuatro veces en Okinawa y evacuado el 21 de mayo de 1945 a bordo del USS Mercy. Así, Doss ayudó a su país al salvar las vidas de sus compañeros, al mismo tiempo que cumplía con sus convicciones religiosas.
En 1946 fue diagnosticado con la tuberculosis que contrajo en Leyte. Posteriormente fue sometido a tratamiento durante cinco años y medio —el mismo que le costó un pulmón y cinco costillas— antes de recibir su baja honrosa del servicio en agosto de 1951 con el 90 % de discapacidad. Siguió recibiendo tratamiento de los militares, pero después de una sobredosis de antibióticos quedó completamente sordo en 1976 y se le dio 100 % de discapacidad. Fue capaz de recuperar la audición después de recibir un implante coclear en 1988.
Doss formó una familia en una pequeña granja en Rising Fawn, Georgia: se casó con Dorothy Schutte el 17 de agosto de 1942 y tuvieron un hijo, Desmond "Tommy" Doss Jr, nacido en 1946. Dorothy murió el 17 de noviembre de 1991 en un accidente de coche. Doss volvió a casarse el 1 de julio de 1993 con Frances Duman.
Desmond Doss murió el 23 de marzo de 2006, a los 87 años de edad, en su casa en Piedmont, Alabama, después de ser hospitalizado por dificultad para respirar, el mismo día que otro receptor de la Medalla de Honor, David Bleak. Fue enterrado el 3 de abril de 2006 en el Cementerio Nacional de Tennessee en Chattanooga. Un coche fúnebre traído por un caballo llevó el ataúd cubierto por la bandera al sitio de su tumba mientras helicópteros militares volaban sobre sus cabezas en una formación de tributo.

## Reconocimientos

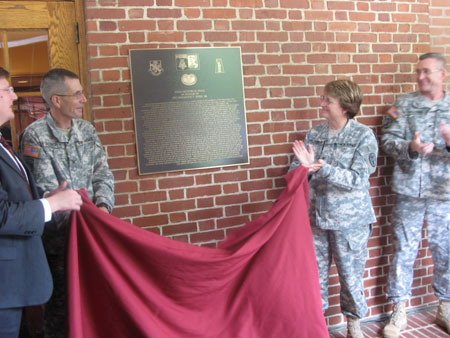
Ceremonia de cambio de nombre en la Sala Doss.

El 10 de julio de 1990, una sección de la Autopista de Georgia,  entre la Autopista US 27 y la Autopista de Georgia 193, en el Condado de Walker, pasó a denominarse "Autopista Medalla de Honor Desmond T. Doss".
Fue investido como guía mayor de conquistadores en el 4.º Camporí Internacional de Conquistadores, celebrado en Oshkosh, Wisconsin, Estados Unidos, en 1999, bajo el lema Discover the Power.
El 20 de marzo de 2000, Doss apareció ante la Cámara de Representantes de Georgia y recibió una mención especial en honor a sus heroicos logros en nombre de su país.
En julio de 2008, la casa de huéspedes del Centro Médico militar Walter Reed en Washington D. C., fue rebautizado con el nombre Doss Memorial Hall.
El 30 de agosto de 2008, un tramo de dos millas de la Ruta Estatal de Alabama 9,  en Piamonte, fue renombrado el "Desmond T. Doss, Sr. Memorial Highway."
Fue un residente de Lynchburg, Virginia, donde una parte de la Ruta 501, cerca del Parque Peaks View, lleva su nombre. Allí, los veteranos de guerra del lugar, aún honran a este héroe decorando este tramo de carretera varias veces al año, cuando se aproximan días festivos patrióticos, y en especial, el Día de los Caídos.

## En la cultura popular
- Doss es el tema principal de La Objeción de Conciencia, un premiado documental.[14]
- El largometraje Hacksaw Ridge está basado en su vida, y fue proyectado a nivel nacional en Estados Unidos el 4 de noviembre de 2016. Basada en la historia escrita por Gregory Crosby, Mel Gibson dirigió la película, con Andrew Garfield en el papel principal.[15] El proyecto fue producido por Bill Mechanic, David Permut, Steve Longi, Gregory Crosby y Terry Benedict.
- Doss fue representado en el cómic Medalla de Honor Especial, escrito por Doug Murray y publicado por Dark Horse.[16] El cómic fue una edición especial de la serie Medal of Honor, publicada el 1 de abril de 1994.[16] El título fue aprobado por la Sociedad de Medallas de Honor del Congreso de los Estados Unidos.[16] La edición presenta al sargento Desmond Doss junto con otro galardonado con la Medalla de Honor, el teniente Charles Q. Williams.[17]